# Aruba en los Juegos Panamericanos de 2023
Aruba compitió en los Juegos Panamericanos de 2023 que se realizaron en Santiago, Chile, obteniendo 3 medallas: 2 platas y 1 bronce
La delegación arubana estuvo compuesta por 14 atletas en 8 disciplinas. Sus abanderados en la inauguración fueron Mikel Schreuders, nadador medallista en Juegos Centroamericanos y del Caribe 2018 y Shanayah Howell plata en el Campeonato Panamericano de BMX 2022

## Medallistas
| Medalla           | Deportista            | Deporte | Evento                 | Fecha          |
| ----------------- | --------------------- | ------- | ---------------------- | -------------- |
| Medalla de plata  | Ethan Westera         | Vela    | Tabla a Vela Masculino | 5 de noviembre |
| Medalla de plata  | Philipine Van Aanholt | Vela    | Sunfish Femenino       | 5 de noviembre |
| Medalla de bronce | Rob Timmermans        | Karate  | +84kg Masculino        | 4 de noviembre |